# لی‌جونگ لی
لی لی جونگ (کره‌ای: 이이정؛ زاده ی ۹ اوت ۱۹۹۸) که بیشتر نام لی‌جونگ لی شناخته می‌شود، طراح رقص و رقصنده اهل کره جنوبی لست. او عضوی از ان‌دابلیواکس، زیر مجموعه گروه رقص وای‌جی‌اکس است. 